# Txernogolovka
Txernogolovka - Черноголoвка (rus) - és una ciutat de Rússia, a l'óblast de Moscou. Es troba a 43 km al nord de Moscou. Té categoria de ciutat des de 2001.
Txernogolovka és un naukograd, un gran centre de recerca científica de Rússia. És seu de nombroses institucions de l'Acadèmia Russa de Ciències com:
- Institut de Problemes de Química Física
- Institut Físic de l'Estat Sòlid

També és seu de l'Ost-Company, que produeix begudes alcohòliques i sense alcohol que s'exporten per tot el món, com les Napitki iz Txernogolovki, la vodka Xústov, i altres.

## Història
L'assentament de Txernogolovl és conegut des del segle xiv tot i que no fou oficialment mencionat fins al 1710.
El 1956, Txernogolovka va créixer com a centre científic amb l'ajuda del guanyador del premi Nobel Nikolai Semiónov que va començar a experimentar a l'Institut de Física Química de Moscou. El 2001 va adquirir la categoria de ciutat.